# Julio César Luna
Julio César Valotta Fernández (Córdoba; 17 de febrero de 1945) más conocido como Julio César Luna es un actor, director, productor y libretista argentino nacionalizado colombiano.

## Filmografía

### Actor
- Hasta la madre del Día de las Madres (2023)
- Breicok  (2020)
- Luna, la heredera  (2004)
- Bolívar el héroe  (2003)
- Te busco  (2002)
- Pedro el escamoso  (2002)
- Amor a mil  (2001)
- Marido y mujer (1999)
- La mujer del presidente  (1997)
- María Bonita   (1995)
- Azúcar  (1989)
- La hora del vampiro (1987)
- La sombra de un pecado (1970)
- Viaje al pasado (1970)
- Cartas a Beatriz (1969)
- Candó (1969)
- Dos rostros, una vida (1968)
- El enigma de Diana (1967)
- Diario de una enfermera (1966)

### Director
- Dios se lo pague (1998)
- La potra Zaina (1993)
- Inseparables (1992)
- Gallito Ramírez  (1986)
- Tuyo es mi corazón (1985-1986)
- Pero sigo siendo El Rey  (1984)